# Nullagine
De Nullagine is een rivier in de regio Pilbara in West-Australië.

## Geschiedenis
De naam 'Ngullagine' werd door de landmeter F.S. Brockman opgetekend in 1884. N.W. Cooke vond in de jaren 1880 goud op de oevers van de rivier die hij 'Nullagine' noemde. Die schrijfwijze werd ook gebruikt door landmeter E.W. Geyer in 1891. De naam is aborigines van oorsprong maar de betekenis van het woord is niet bekend.

## Geografie
De Nullagine ontspringt ten zuiden van Bonny Downs en stroomt naar het noorden. De rivier kruist de Marble Bar Road nabij Nullagine. Ze stroomt verder in noordoostelijke richting tot ze samen met de Oakover de rivier De Grey vormt. In het zuiden grenst de Nullagine aan het Chichestergebergte. De rivier wordt gevoed door negentien waterlopen:
- Wild Dog Creek (461m)
- Daylight Creek (435m)
- Bonnie Creek (407m)
- Beaton Creek (378m)
- Cajuput Creek (376m)
- Five Mile Creek (370m)
- Taylor Creek (349m)
- McPhee Creek (334m)
- Twenty Mile (Sandy) Creek (327m)
- Bridget Creek (319m)

- Reedy Creek (319m)
- Cookes Creek (306m)
- Elsie Creek (287m)
- Police Creek (263m)
- Stony Creek (246m)
- Bookabunna Creek (196m)
- Walgunya Creek (179m)
- Coonanbunna Creek (174m)
- Five Mile Creek (158m)

De Nullagine stroomt door een aantal semi-permanente poelen:
- Garden Pool (388m)
- Blue Bar Pool (289m)
- Pelican Pool (241m)
- Rock Pool (221m)
- Tumbinna Pool (210m)
- Rocky Pool (183m)
- Cordooin Pool (141m)